# المعهد القومي لعلوم البحار والمصايد (مصر)
المعهد القومي لعلوم البحار والمصايد (بالإنجليزية:  National Institute of Oceanography and Fisheries - NIOF)‏ هو معهد حكومي بحثي مصري يتبع  وزارة البحث العلمي. ويقوم بأبحاث في مجال الأحياء البحرية.

## القرارات المنظمة
- قرار رئيس الجمهورية رقم 436 لسنة 1986.[2]
- قرار رئيس الجمهورية رقم 378 لسنة 1998: بشأن إعادة تنظيم المجلس الأعلى لمراكز ومعاهد البحوث بقطاع البحث العلمي وتعديل اسمه إلى مجلس المراكز والمعاهد والهيئات البحثية التابعة لوزير الدولة لشئون البحث العلمي.[3]
- قرار رئيس الجمهورية رقم 415 لسنة 2021: بإصدار اللائحة التنفيذية للمعهد القومي لعلوم البحار والمصايد.[4]

## التاريخ
تم إنشاء محطة الأحياء البحرية في 1928 وبدء العمل البحثى فعليا بها في 1932 تحت رئاسة العالم الإنجليزي سيريل كروسلاند، وقد كانت آنذاك تابعة لكلية العلوم بجامعة الملك فؤاد الأول (جامعة القاهرة حاليا). وتعتبر المحطة هي أول محطة بحرية للأحياء المائية على ساحل البحر الأحمر، كما كانت تلك هي المحطة الوحيدة على ساحل البحر الأحمر على مدار ثلاثين عاما. وقد تولى الدكتور حامد جوهر رئاسة المحطة في 1934 ولمدة 40 عاما شهد خلالها المعهد نشاطا علميا دؤوبا، حيث قام الدكتور جوهر خلال تلك الفترة بإنشاء متحف الأحياء المائية التابع للمحطة كما قام بعمل أبحاث هامة في مجال علوم البحار. وتحمل المحطة الآن اسم المعهد القومي لعلوم البحار والمصايد-فرع البحر الأحمر وتتبع وزارة البحث العلمي.

## متحف الأحياء المائية
يحوى المعهد متحفا للأحياء المائية به عددا من الأسماك النادرة والأسماك ذات الأحجام الضخمة جدا. وتفتقر الأسماك المحنطة للعناية العلمية المناسبة، حيث لجأ المعهد منذ عدة سنوات إلى طلاء الأسماك النادرة الموجودة بالمتحف بألوان البوية بعد أن فقدت رونقها وألوانها الطبيعية بسبب سوء العناية بها. وقد تم اصطياد معظم تلك الأسماك في الفترة التي تولى فيها الدكتور حامد جوهر مسئولية المعهد والفترة التي تليها.

## أسماك متحف الأحياء
- بقرة البحر <<، والتي تشتهر أيضا بـ «عروس البحر».

تم تحنيط أخر عروس بحر في النصف الأول من عام 2010 بعد الحصول عليها نافقة في منطقة الجزر أمام مدينة الغردقة وهي موجودة ضمن معروضات متحف الأحياء المائة

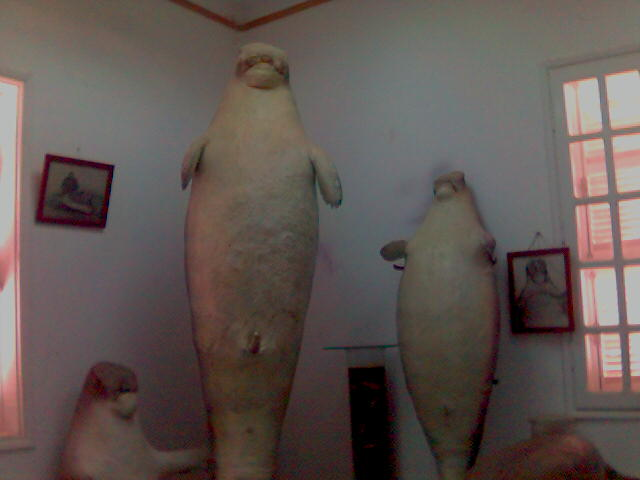
صورة للذكر والأنثى "الذكر أكبر حجما من الأنثى".
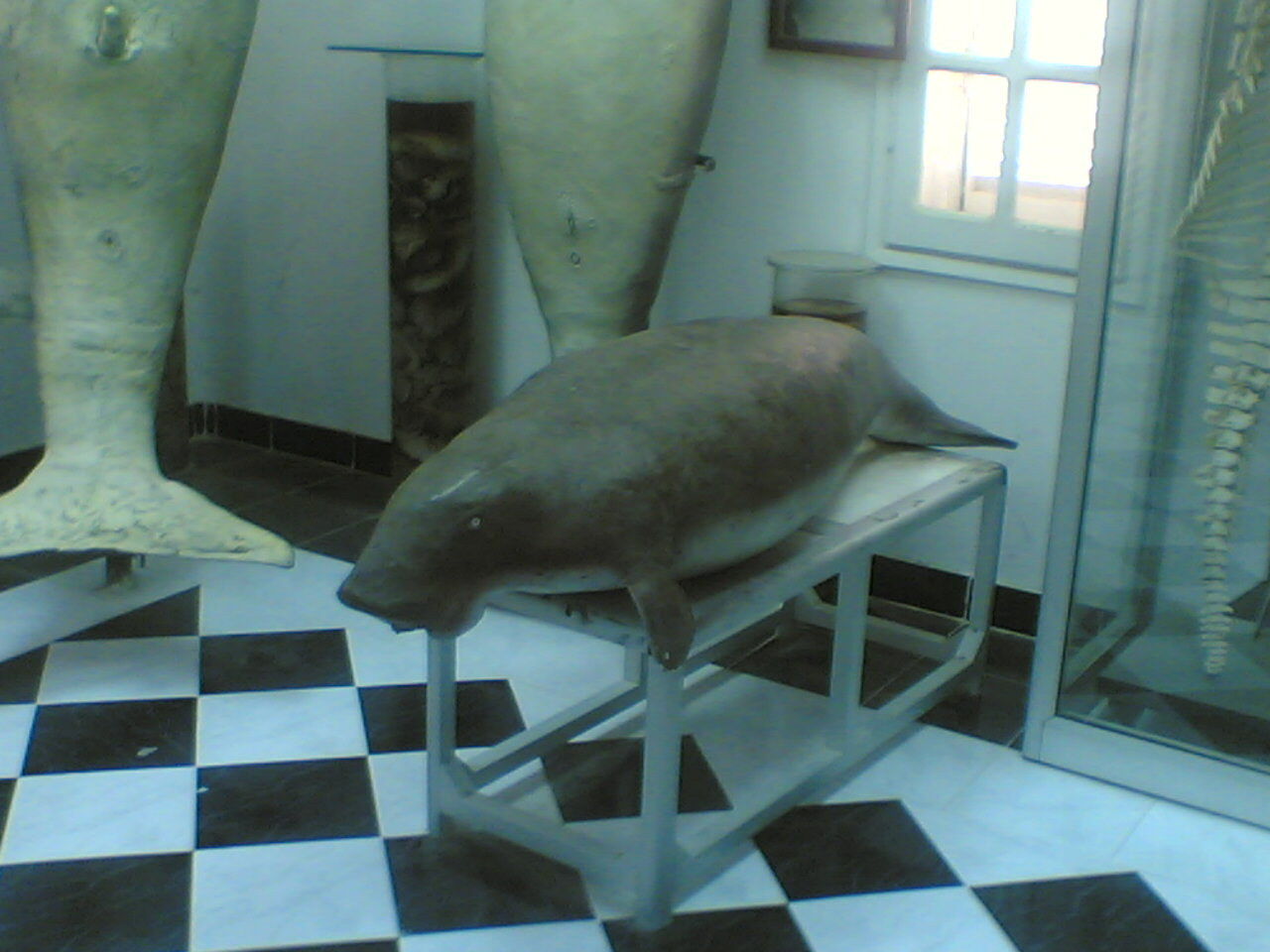
صورة توضح عروس البحر في وضع السباحة

- سمكة الشفنين أو «أم كرباج» كما كما يطلق عليها السكان المحليون في الغردقة.

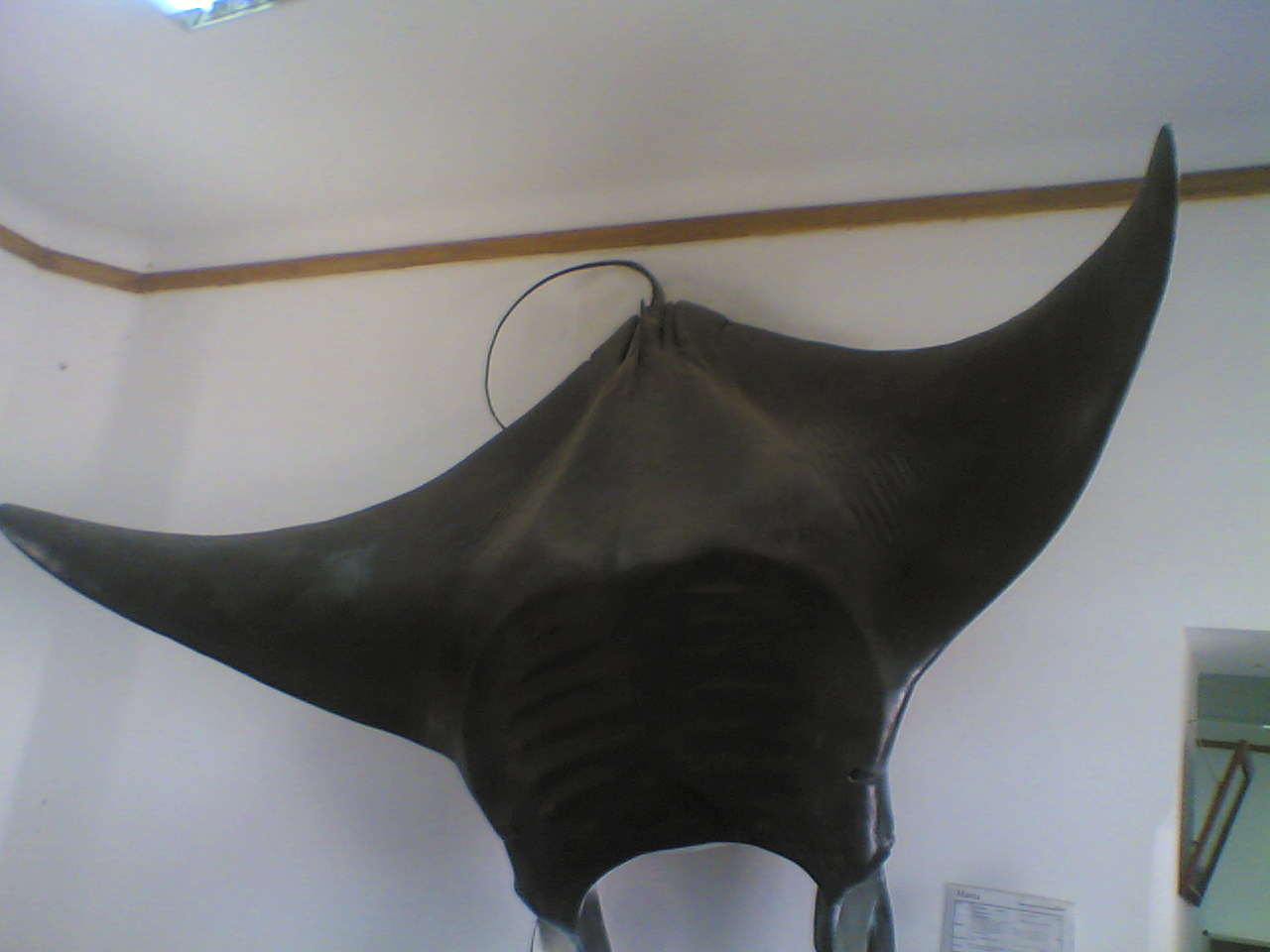
صورة توضح شكل سمكة أم كرباج من الظهر

- ترسة (سلحفاة مائية) وكما قال مشرف عن المعرض تعتبر من أكبر السلاحف المائية التي تم صيدها. حيث يبلغ طولها حوالي المتر تقريبا كما هو ظاهر بالصورة وخلفها أخرى أصغر حجما منها.

- صورة لسمكة «الشكعة» ومن ضمن وسائل الدفاع لدى هذه السمكة كونها تنفخ نفسها وتصير مثل الكرة لإخافة أعداءها.